# Grill (smykke)
Grills er et slags smykke, som man kan pynte tænder med og bruges især i hiphopkulturen i USA. Nelly har også sammen med Paul Wall, Big Gipp og Ali lavet en sang kaldet Grillz.

## Historie
Hiphopkunstnerne begyndte at gå med grills i starten af 1980'erne; New Yorkeren Eddie Plein, ejer af Eddie's Gold Teeth, menes at være ham, der startede moden. Plein lavede guldkasketter til Flava Flav og til New Yorkrapperene Big Daddy Kane og Kool G. Rap. Han flyttede senere til Atlanta, hvor han designede grills til rappere som OutKast, Goodie Mob, Ludacris, og Lil Jon. Andre forfattere har nævnt Slick Rick som en vigtig tidligere bidrager til popularitetten af grills.